# Västnordiska rådet
Västnordiska rådet; (Danska: Vestnordiskt Råd Färöiska: Útnorðurráðið, Isländska: Vestnorræna ráðið, Grönländska: Nunat Avannarliit Killiit Siunnersuisoqatigiiffiat) är en samarbetsorganisation mellan Island, Grönland och Färöarna. Den liknar nordiska rådet, men är betydligt mindre och sysslar med delvis andra saker. 
Målet med organisationen är att: 
- Tillvarata gemensamma intressen.
- Vaka över gemensamma resurser (främst nordatlanten och kulturella särdrag).
- Följa upp och utvärdera regeringarnas samarbete.
- Arbete ihop med nordiska rådet och agera samordnande för ländernas agerande däri.
- Att vara en länk ländernas parlament emellan.

De delar ut ett årligt pris till barnboksförfattare.

## Historia och organisation
Organisationen grundades 1985 som Västnordiska parlamentariska rådet för samarbete. Nuvarande namn fick den 1997. Den årliga generalförsamling är högsta organ, och något som roterar mellan medlemsländerna. Arbetet i rådet organiseras av en tremannastyrelse.
Organisationen stod bakom Hoyvik-överenskommelsen 2005 som garanterar extremt långtgående frihandel länderna emellan.
Medlemsländerna har en gemensam historia på flera sätt, då Färöarna och Grönland idag är autonoma regioner i Danmark. Island är en före detta dansk koloni. Ekonomiskt liknar de varandra då de är mycket beroende av fisket.